# Редькино (Білозерський район)
Ре́дькино (рос. Редькино) — присілок у складі Білозерського району Курганської області, Росія. Входить до складу Ричковської сільської ради.
Населення — 359 осіб (2010, 386 у 2002).